# Seebruckenmühle

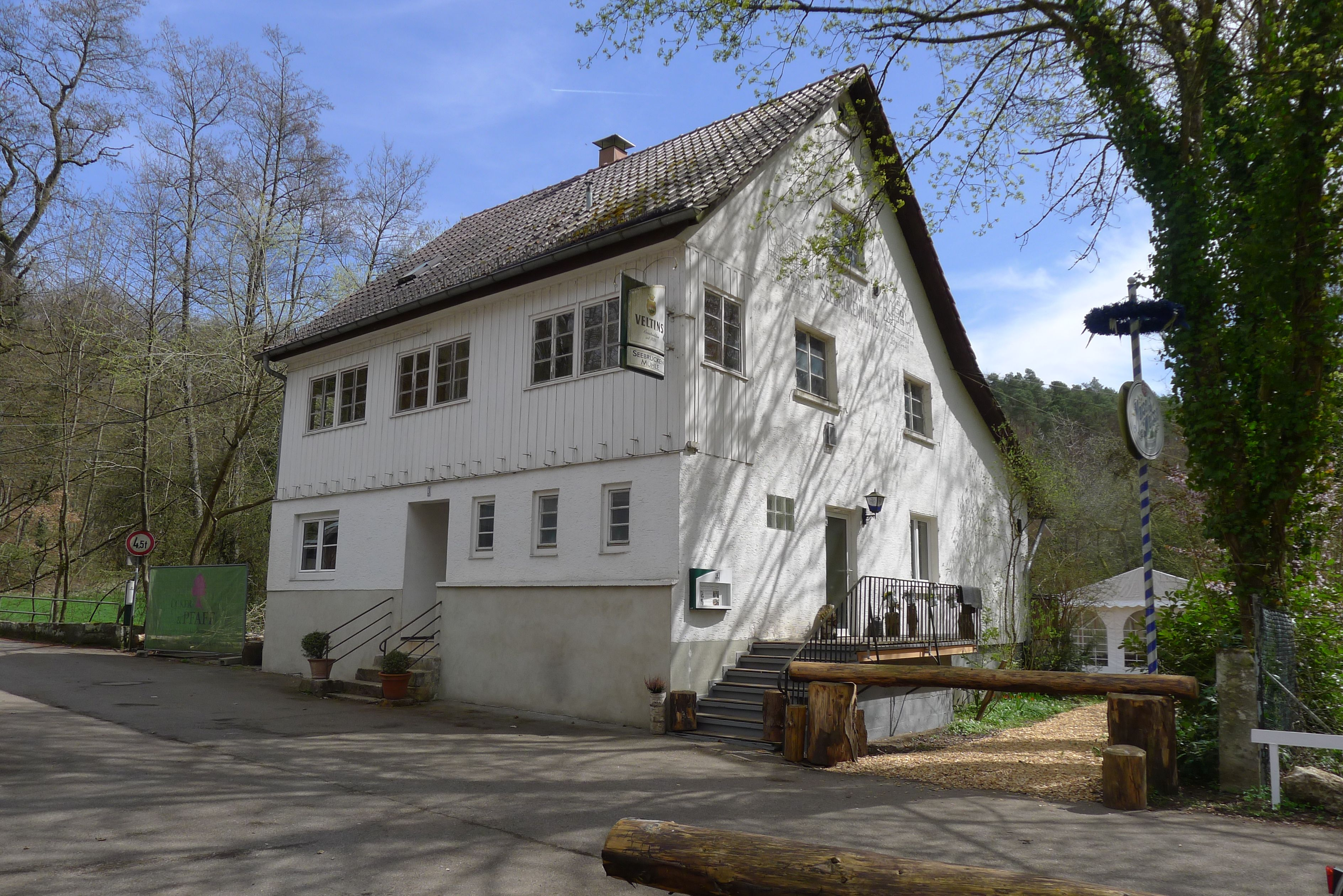
De Seebrückenmühle

De Seebruckenmühle is stroomafwaarts de vierde watermolen in het Siebenmühlental, het dal van de Reichenbach, ten zuiden van Stuttgart, in het zuidwesten van Duitsland. In 1709 koopt Conrad Wolff uit Steinenbronn het huis van hertog Eberhard Ludwig voor 800 gulden. Hij bouwt er een schorsmolen en een kneedmolen. In een schorsmolen wordt boomschors gemalen om er looizuur uit te winnen voor de leerlooierijen. In een kneedmolen wordt leer en doek gekneed, waardoor het soepel wordt. De oorspronkelijke naam was Seebrückenmühle, deze duidde op de brug tussen de twee meren in het dal, het ene stroomopwaarts en het andere stroomafwaarts ten opzichte van de molen. In dat laatste werden volgens sommigen ooit otters gefokt voor de hertog. Over de stenen brug over de verbindende beek, de Reichenbach, liep de Alte Schweizer Straße, de regionale weg van Stuttgart naar Tübingen, de B27, tegenwoordig met L1208 aangeduid. In 1716 wordt de molen omgebouwd tot korenmolen, die tot 1926 in bedrijf is. Na de vernietiging in de Tweede Wereldoorlog door Britse brandbommen in maart 1944 werd de molen tussen 1944 en 1948 herbouwd. Het hoofdgebouw heeft vier verdiepingen. 
Tot 2000 was er in de Seebruckenmühle een Joegoslavisch restaurant gevestigd. In de zomer van 2001 werd het gebouw gemoderniseerd en in september heropend als traditioneel Duits restaurant met Biergarten.
De familie Hahn was sinds 1936 eigenaar van de molen. Ze combineren het agrarische gebruik van de gebouwen met het uitbaten van een restaurant. De 14-jarige zoon Hans, die zich later als kunstenaar Hans Hahn-Seebruck noemt, woont daar dan ook al. Tot 1958 wordt de molen voor de landbouw gebruikt. 

## Hans Hahn-Seebruck

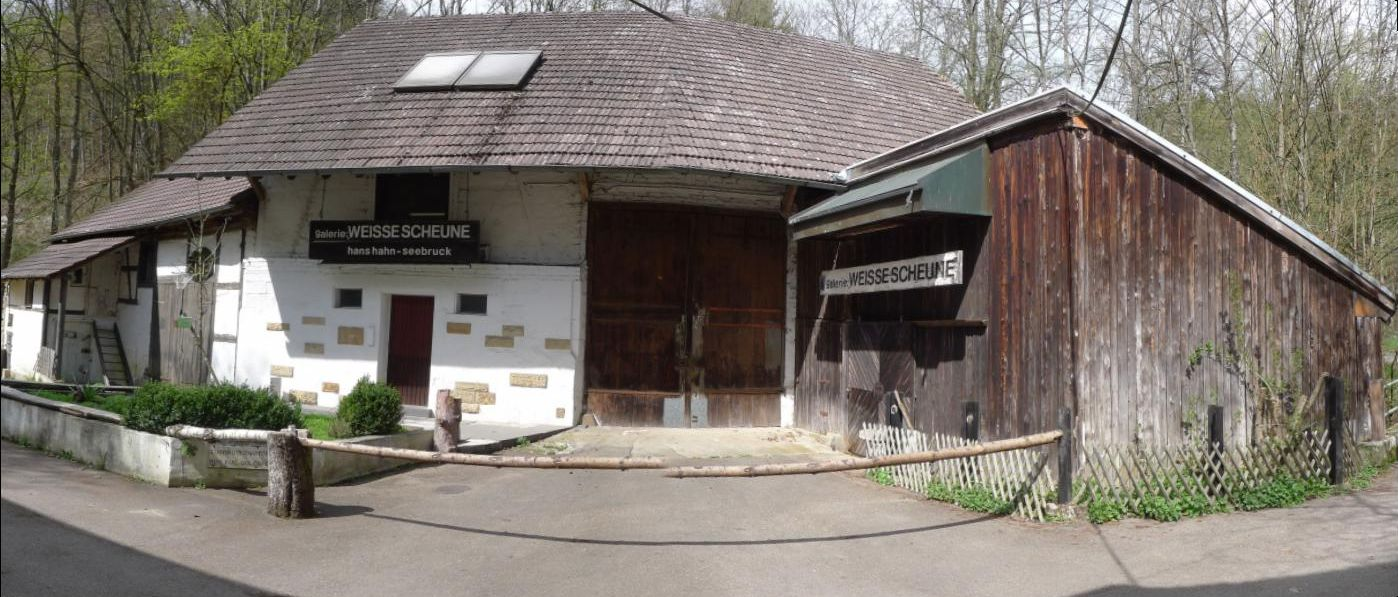
De Weisse Scheune, galerie van Hans Hahn-Seebruck

De veelzijdige kunstenaar maakte kleurrijke olieverfschilderijen en collages, houtsnijwerk, kunstwerken met spuitbusverf en deels bewegende beelden uit steen, hout en ijzer. Hij was als kunstenaar het productiefst tussen 1952 en 1994 en stierf in januari 2014. Van verre reizen bracht hij veel inspiratie voor nieuwe werken mee Zijn erfgenamen wonen in Amerika.  Op 10  juni 2014 sloot Jens Büchner de Seebruckenmühle, na bijna 13 jaar een restaurant met Biergarten geleid te hebben. Ook de tot galerie Weisse Scheune (“witte schuur”) omgebouwde schuur, de tot werkplaats omgevormde stal en het woonhuis van kunstschilder en beeldhouwer Hans Hahn-Seebruck, aan de overzijde van de toegangsweg naar de molen, werd toen gesloten, en de in het huis en in de tuin aanwezige kunstwerken werden in twee ronden verkocht. De overige kunstwerken worden nu bij galerie Thomas Leon Heck in Dusslingen tentoongesteld. Het complex van de Seebruckenmühle, op een kavel van ruim 4700 m² heeft tot 2016 te koop gestaan, de gemeente hoopte op een nieuwe eigenaar die er opnieuw een restaurant in wilde vestigen. In 2018 werd het gebouw gereedgemaakt om te worden verhuurd aan groepen tot 35 personen.

## Externe adressen
- De Seebruckenmühle in het Siebenmühlental
- Het Siebenmühlental
- De eigen presentatie van de molen

Obere Mühle · Eselsmühle · Mäulesmühle · Seebruckenmühle · Schlechtenmühle · Walzenmühle · Schlösslesmühle · Kochenmühle · Obere Kleinmichelesmühle · Untere Kleinmichelesmühle · Burkhardtsmühle